# Yacine Mousli
Yacine Mousli, född 25 maj 1967, är en algerisk friidrottare. Han deltog vid olympiska sommarspelen 1992.